# Jesse Harris
Jesse Harris (New York, 24 ottobre 1969) è un cantante e musicista statunitense.

## Carriera
Harris comincia la propria carriera nella musica come componente del gruppo Once Blue, insieme alla cantante e compositrice Rebecca Martin, ma diventa popolare solo collaborando come chitarrista per l'album Come Away with Me di Norah Jones, che contiene diverse sue canzoni tra cui "Don't Know Why", da lui già incisa alcuni anni prima. L'album vince due Grammy Award. Nella sua carriera ha pubblicato in totale sei album, due dei quali con la Verve Records.
In seguito, Harris ha fondato una propria etichetta indipendente, la Secret Sun Recordings, con il quale ha pubblicato gli album Mineral, e più recentemente Modern Romance di Sasha Jobson. Inoltre ha composto la colonna sonora del film L'amore giovane di Ethan Hawke. Nel 2006 ha partecipato al tour della cantante Ani Difranco. Nel 2012, collabora insieme alla cantante jazz Chiara Civello, per il brano Got to go, presente nell'album Al posto del mondo.

## Discografia
- "Once Blue"  (1995)
- Jesse Harris and the Ferdinandos (1999)
- Crooked Lines (2002)
- Without You (2003)
- The Secret Sun (2003)
- While The Music Lasts (2004)
- Mineral (2006)
- Feel (2007)